# Jonathan Tornato
Jonathan Tornato (La Seyne-sur-Mer, 1º giugno 1989) è un cestista francese.